# Otakar Štembera
Otakar Štembera (8. září 1914 Praha – 5. listopadu 1999 Praha) byl český malíř, ilustrátor a karikaturista.

## Život a dílo
Jeho otcem byl malíř a grafik Josef Štembera (1890–1954). V letech 1932–1938 studoval na Českém vysokém učení technickém v Praze u profesorů Oldřicha Blažíčka, Cyrila Boudy a Josefa Sejpky a potom na Univerzitě Karlově dějiny umění a estetiku. Pracoval jako výtvarník pro film a divadlo, ilustroval knihy, byl spoluzakladatelem deníku Mladá fronta a časopisu Dikobraz, kde patřil ke kmenovým kreslířům. Od roku 1951 pracoval jako výtvarný redaktor deníku Práce.
Těžiště jeho díla spočívá v novinové a knižní ilustraci (ilustroval více než 70 titulů knih). Souběžně se věnoval malbě krajin (např. Alej v Třeboni, Berounka u Hýskova), portrétů a zátiší. Navrhoval i vitráže. V roce 1980 vydalo nakladatelství Práce výběr jeho karikatur pod názvem Tak má láska odpouští mému koni.
Podílel se na řadě samostatných i společných výstav (např. v roce 1954 představil své kresby a karikatury v Galerii Kniha v Praze). V roce 1984 byl vyznamenán Řádem práce, v roce 1986 obdržel titul zasloužilý umělec. Posmrtná výstava jeho obrazů byla uspořádána v roce 2004 v Městském muzeu a galerii ve Svitavách.
V prosinci 2023 a lednu 2024 se uskutečnila v Malé galerii Chodovské tvrze výstava vybraných karikatur a portrétů Známé osobnosti perem Otakara Štembery.